# Nyctitheriidae
De Nyctitheriidae zijn een familie van uitgestorven insectivore zoogdieren behorend tot de orde der insecteneters (Eulipotyphla). Vertegenwoordigers van deze familie zijn bekend van het Vroeg-Paleoceen tot het Oligoceen. De fossiele resten van de nyctitheriiden bestaan vooral uit kaakbeenderen en tanden.
Het oudst bekende geslacht is Leptacodon uit het Vroeg-Paleoceen van Noord-Amerika. In 2005 werd het geslacht Asionyctia beschreven, dat gevonden is in gesteentes uit het Laat-Paleoceen van China. Asionyctia is een van de weinige Aziatische vertegenwoordigers van de Nyctitheriidae.
De positie van de Nyctitheriidae binnen de Soricomorpha is twijfelachtig. Sommige wetenschappers vinden op basis van de schaarse skeletfragmenten van onder andere het enkelgewricht dat deze familie niet tot de Soricomorpha gerekend zou moeten worden. Daarnaast zijn er ook wetenschappers die veronderstellen dat de Nyctitheriidae de voorouders van de spitsmuizen, de mollen en zelfs de vleermuizen omvatten.

## Indeling
De familie omvat de volgende geslachten:
- Ceutholestes (?)
- Jarvenia (?)
- Limaconyssus (?)
- Plagioctenodon (?)
- Praolestes (?)
- Wyonycteris (?)
- Onderfamilie Asionyctiinae
  - Asionyctia
  - Bayanulanius
  - Bumbanius
  - Oedolius
  - Voltaia
- Onderfamilie Nyctitheriinae
  - Euronyctia
  - Leptacodon
  - Nyctitherium
  - Pontifactor (?)
  - Remiculus (?)
  - Saturninia
  - Scraeva (?)
  - Tribus Amphidozotheriini
    - Amphidozotherium
    - Darbonetus
    - Paradoxonycteris
    - Plagioctenoides